# Carasobarbus exulatus
Carasobarbus exulatus är en fiskart som först beskrevs av John Banister och Clarke, 1977.  Carasobarbus exulatus ingår i släktet Carasobarbus och familjen karpfiskar. Inga underarter finns listade.